# NOS Alive
NOS Alive (voorheen Optimus Alive! en Optimus Alive) is een jaarlijks muziek- en kunstfestival dat wordt gehouden in Algés, vlak bij Lissabon, in Portugal. Het festival wordt sinds 2007 georganiseerd door het Portugese live-entertainmentbedrijf Everything is New. De naamgevende sponsor is het telecommunicatiebedrijf NOS (voorheen Optimus genaamd).
Het vindt plaats in de tweede week van juli en duurt 3 of 4 dagen. Het festival heeft momenteel zes podia, waaronder een podium gewijd aan fadomuziek en een podium gewijd aan stand-up comedy.

## Plaats
Het festival vindt plaats op de Passeio Marítimo de Algés, een open gebied aan de rivier dicht bij de grenzen van de stad Lissabon. Het festivalterrein ligt nabij het treinstation van Algés, dat deel uitmaakt van de Cascais-lijn.

## Line-up
| Dag  | Headliner                                                      | Andere hoofdacts |
| ---- | -------------------------------------------------------------- | --- |
| 2015 | Muse, Mumford & Sons, Disclosure                               | alt-J, James Bay, The Wombats, Ben Harper, The Prodigy, Kodaline, James Blake, Marmozets, Chet Faker, Sam Smith, Flume                                    |
| 2016 | Pixies, Radiohead, Arcade Fire                                 | The Chemical Brothers, Robert Plant, Soulwax, Biffy Clyro, Tame Impala, Foals, Two Door Cinema Club, Years & Years, Hot Chip, Band of Horses, Grimes, M83 |
| 2017 | The xx, Foo Fighters, Depeche Mode                             | alt-J, Phoenix, The Weeknd, Royal Blood, The Kills, Imagine Dragons, Cage the Elephant                                                                    |
| 2018 | Arctic Monkeys, Queens of the Stone Age, Pearl Jam             | Nine Inch Nails, Snow Patrol, The National, Two Door Cinema Club, Black Rebel Motorcycle Club, MGMT, Jack White                                           |
| 2019 | The Cure, Vampire Weekend, The Smashing Pumpkins               | Johnny Marr, Greta Van Fleet, The Chemical Brothers, Bon Iver, Idles                                                                                      |
| 2020 | Geen editie door Coronapandemie                                | |
| 2021 | Geen editie door Coronapandemie                                | |
| 2022 | The Strokes, Florence and the Machine, Metallica               | Jungle, Stromae, The War on Drugs, alt-J, Jorja Smith, Royal Blood, Balthazar                                                                             |
| 2023 | Red Hot Chili Peppers, Arctic Monkeys, Queens of the Stone Age | The Black Keys, Puscifer, Idles, Lizzo, Lil Nas X, Sam Smith, Machine Gun Kelly                                                                           |
| 2024 | Arcade Fire, Dua Lipa, Pearl Jam                               | Nothing But Thieves, Black Pumas, Jessie Ware, AURORA, Khruangbin, Sum 41, The Breeders, Michael Kiwanuka                                                 |
| 2025 | Olivia Rodrigo, Muse, Anyma                                    | Benson Boone, Noah Kahan, Artemas, Glass Animals, Mark Ambor, St. Vincent, Girl in Red, Sam Fender, Justice, Nine Inch Nails, Foster the People           |